# О’Хара, Келли (футболистка)
Келли Морин О’Хара (англ. Kelley O'Hara; род. 4 августа 1988, Джексонвилл, Флорида) — американская футболистка, игрок «Готэм» и сборной США, олимпийская чемпионка и двукратная чемпионка мира.
О’Хара была обладательницей «Херманн Трофи» в 2009 году, которую выиграла, выступая за университетскую команду «Стэнфорд Кэрдинал». Она участвовала в женских чемпионатах мира по футболу 2011, 2015 и 2019 годов и в женском футбольном турнире Олимпийских игр 2012 года.
Она ведет подкаст Just Women’s Sports.

## Ранние годы
О’Хара родилась в Фейетвилле, штат Джорджия в семье Дэна и Карен О’Хара. У нее есть брат Джерри и сестра Эрин. О’Хара имеет ирландское происхождение. Келли выросла в Пичтри-Сити, окончила среднюю школу Starr’s Mill в округе Фейетт, где она четыре года играла в футбольной команде, в которой была капитаном. О’Хара помогла «Пантерз» завоевать титул штата в категории 5А в 2006 году, забив 20 голов и отдав 16 передач. Сама Келли получила ряд индивидуальных наград.
О’Хара играла за клубные команды «Пичтри Сити Лазерс» и «Эй-Фи-Си Лайтнинг», прежде молодежной женской сборной.

### «Стэнфорд Кэрдинал» (2006—2009)
О’Хара уже в первый год обучений в Стэнфордском Университете стала лучшим бомбардиром университетской команды, забив девять мячей. Она повторила это достижение на втором курсе.
В первые годы игра О’Хары за «Стэнфорд», клуб впервые с 1993 года попал в плей-офф Кубка Колледжей, победил «Портленд» со счетом 1:0, но затем в полуфинале уступил «Нотр-Дам» со счетом 0:1.
В последний год она забила 26 голов и отдала 13 передач. Выпускной год О’Хары закончился в Кубке колледжей 2009 года после поражения в плей-офф университету Северной Каролины. О’Хара получила две желтые карточки во втором тайме и была удалена с поля. За свою карьеру в «Стэнфорде» Келли забила 57 голов и отдала 32 передачи, тогда это было рекордом.

## Клубная карьера

### «Голд Прайд» и «Бостон Брейкерс» (2010—2011)

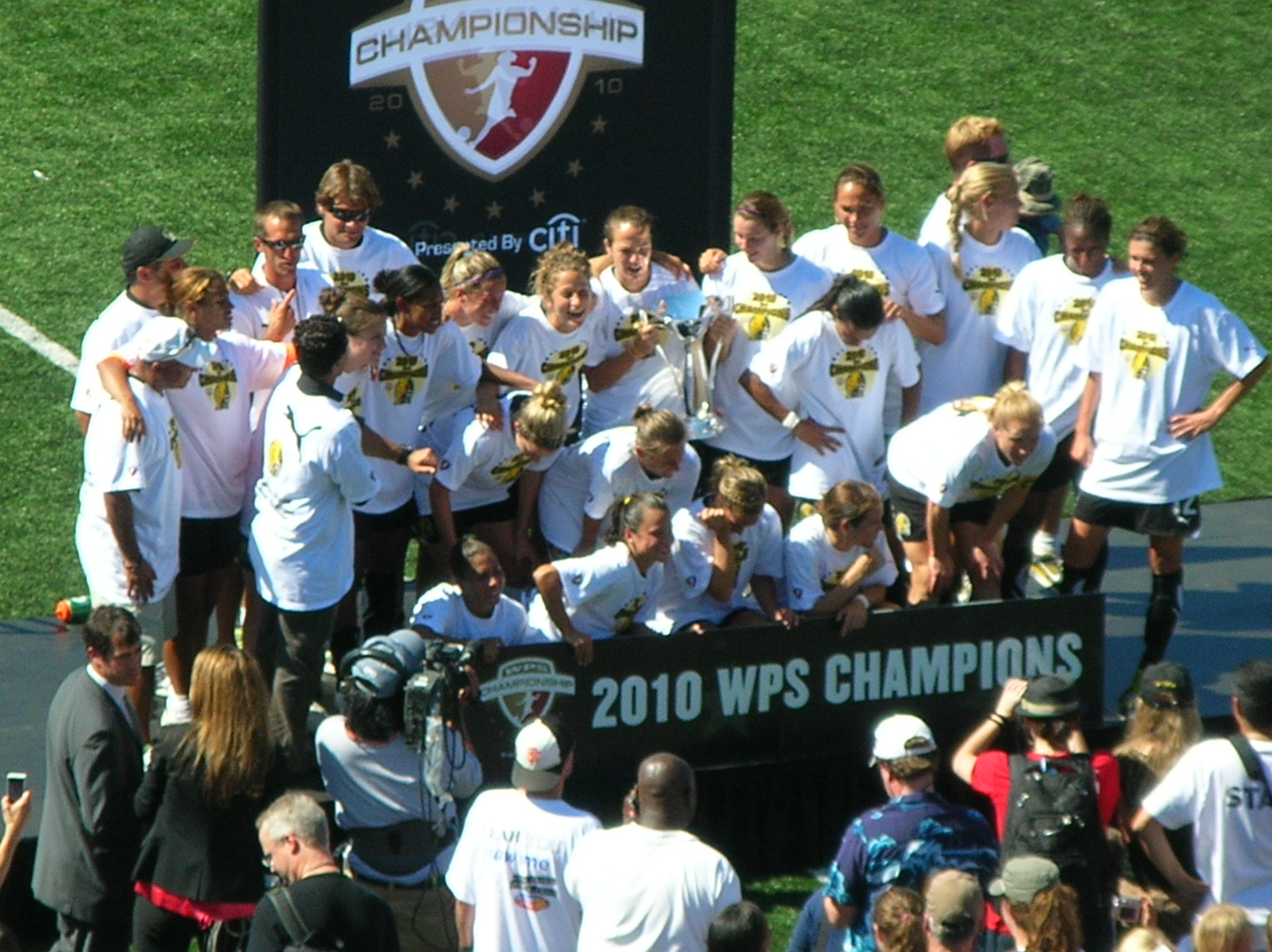
«Голд Прайд» празднует трофей в 2010 году

Клуб «Голд Прайд» выбрал О’Хара под третьим номером на драфте 2010 года. База клуба располагалась недалеко от Стэнфордского университета, где училась О’Хара, также она ранее работала с главным тренером Альбертином Монтойя, когда он работал помощником тренера в Стэнфордском университете в 2008 году.
Команда доминировала в сезоне и финишировала первой в регулярном сезоне после победы над Филадельфией Индепенденс 4:1. В матче голами отметились О’Хара, Кристин Синклер и Марта. Как чемпион регулярного сезона, команда получила прямую путёвку в финал плей-офф, попав на «Филадельфию Индепенденс». «Голд Прайд» победил с разгромным счётом 4:0 и выиграл титул. Несмотря на успешный сезон, клуб прекратил свою деятельность 16 ноября 2010 года из-за невыполнения финансовых требований по резервам.
После того, как в ноябре 2010 года клуб распался, О’Хара подписала контракт с «Бостон Брейкерс». Она забила 10 голов за два сезона в лиге, играя преимущественно в качестве полузащитника. 5 января 2012 года было объявлено, что О’Хара вернется в свой родной город, так как подписала контракт с «Атланта Бит». Однако лига прекратила своё существование до начала сезона.

### «Скай Блю», 2013—2017 гг.
11 января 2013 года О’Хара присоединилась к «Скай Блю» в новой Национальной женской футбольной лиге. Поскольку главный тренер клуба Джим Габарра поставил О’Хару на позицию нападающего, она вновь начала играть в том амплуа, в котором была в университетской команде.

### «Юта Роялз», 2017—2020
29 декабря 2017 года О’Хара был продана в клуб «Юта Ройалз». Из-за травмы подколенного сухожилия Келли сыграла только в 8 играх за «Юту» в 2018 году. О’Хара отличилась голом в ворота команды «Вашингтон Спирит», завершившейся со счетом 2:0 в мае 2018 года.
«Юта» закончила сезон на пятом месте, не сумев выйти в плей-офф. О’Хара перенесла операцию на лодыжке после сезона 2018 года.
В 2019 году из-за травм и сборов для подготовки к чемпионату мира 2019 она провела всего 4 матча за «Юту». После победы на чемпионате мира О’Хара сыграла в стартовом составе за «Юту» в двух матчах в конце июля. Она оформила результативную передачу в матче против «Портленда», завершившимся со счётом 2:2.
О’Хара сыграла всего 65 минут в сокращённом из-за коронавируса сезоне 2020 года.
Кубок Вызова произошел после убийств Джорджа Флойда и Бреонны Тейлор, в связи с чем многие игроки лиги решили встать на колени в знак протеста во время исполнения государственного гимна, в их число сначала входила и О’Хара. Однако затем она изменила своё решение и перестала участвовать в этой акции как в играх за клуб, так и в матчах за сборную.
Начиная с августа 2020 года появились слухи о трансфере Келли в «Вашингтон Спирит», а сама футболистка объявила, что откажется от участия в осенней серии 2020 года, которая началась в сентябре.

### «Вашингтон Спирит», 2021-н.в.
Трансфер в «Вашингтон Спирит» был заключен 2 декабря 2020 года. По условиям сделки «Юта Ройалз» получили 75000 долларов отступных, а также передано право выбора первого номера драфта в 2022 году.

## Международная карьера

### Молодежные сборные (2005—2010)

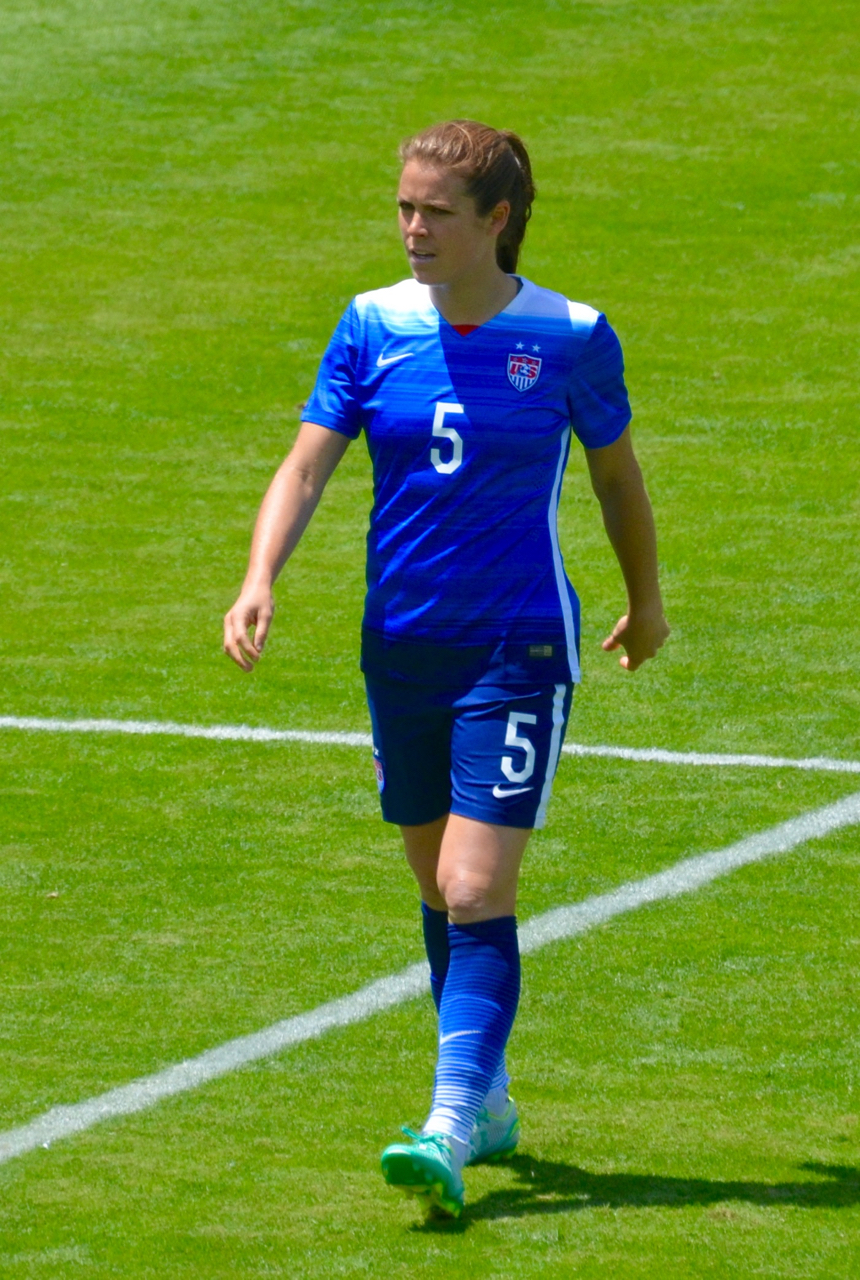
Келли О’Хара играет за женскую сборную США в Сан-Хосе (2015)

О’Хара представляла Соединенные Штаты в составе различных молодежных сборных с 2005 по 2010 годы. Она забила 24 гола в 35 матчах за сборную до 20 лет, что является третьим результатом в истории. Она была в составе женской сборной США до 20 лет, занявшей четвертое место в чемпионате мира по футболу среди женщин до 20 лет в России. О’Хара забила два гола на турнире: один против Конго (она была названа лучшим игроком этого матча) и один против Германии. Она также стала первым игроком на турнире, удалённым с поля после того как получила две желтые карточки в игре против Аргентины.
О’Хара вновь выступила в составе сборной до 20 лет на Панамериканских играх 2007 года. Она забила четыре гола в ворота Парагвая, Панамы и Мексики.
В феврале 2008 года О’Хара сыграла в составе сборной до 20 лет на Турнире четырёх наций в Чили. В последний раз она выступала за команду до 20 лет в июле 2008 года на чемпионате КОНКАКАФ среди женщин до 20 лет в Пуэбле.

### Чемпионат мира 2011
О’Хара не попала в состав сборной на чемпионат мира по футболу, но когда Линдси Тарпли порвала крестообразную связку в последнем товарищеском матче перед чемпионатом против Японии 14 мая 2011 года, О’Хара получила право участвовать на мировом первенстве.

### Олимпийские игры 2012 года
На протяжении всей карьеры за сборную до 20 лет, студенческой и профессиональной клубной карьеры, О’Хара была одним из лучших молодых нападающих в Соединенных Штатах. Однако по решению главного тренера Пии Сундхаге О’Хара была в 2012 году переведена на позицию защитника после того как Али Кригер получила травму передней крестообразной связки на женском отборочном турнире к Олимпийским играм 2012 года. В матче с Гватемалой 22 января 2012 года в отборочном матче Олимпийских игр она впервые стартовала на позиции левого защитника и отметилась тремя результативными передачами. О’Хара играла на правом фланге в матче против Коста-Рики, победа в котором принесла США путёвку на Летние Олимпийские игры 2012 года в Лондон. О’Хара сыграла во всех матчах на Олимпиаде, а США выиграли золото.

### Чемпионат мира 2015
В первых четырех играх на чемпионате мира по футболу 2015 года О’Хара не выходила на поле. Первым матчем для неё стал четвертьфинал против Китая, где сыграла 61 минуту и была заменена на Кристен Пресс. О’Хара забила свой первый в карьере международный гол в полуфинальном матче против Германии, который завершился со счётом 2:0. В финале против Японии О’Хара вступила в игру на 61-й минуте, заменив Меган Рапино. Соединенные Штаты победили Японию со счетом 5:2/

### Чемпионат мира 2019
Несмотря на травмы, из-за которых она не могла регулярно выступать за сборную, О’Хара вошла в состав на чемпионат мира 2019 года во Франции. Она сыграла в пяти играх США и участвовала во всех играх плей-офф. В первом матче команды против Таиланда О’Хара отдала пас Алекс Морган на 12-й минуте, которая забила первый гол команды на турнире. США обыграли Таиланд со счетом 13:0. В матче против Англии О’Хара навесила с правого фланга на Кристен Пресс, которая переправила мяч в ворота на 10-й минуте. О’Хара участвовала в финале против Нидерландов с первых минут матча, но был заменен в перерыве после столкновения в конце первого тайма с голландской нападающей Лике Мартенс. США выиграли матч со счетом 2: 0, а О’Хара выиграла свой второй чемпионат мира.

## Реклама
О’Хара появлялась в нескольких рекламных роликах Under Armour. В 2015 году она появлялась в телевизионных рекламах шоколадных и молочных продуктов.

## Подкасты
В июле 2020 года О’Хара запустила подкаст на спортивном сайте Just Women’s Sports. О’Хара отметила, что ее цель — вызвать «открытые, откровенные беседы» о жизни спортсменов, особенно женщин.

## Личная жизнь
О’Хара была одной из многих ЛГБТ-спортсменок, которые приняли участие на женском чемпионате мира по футболу 2019 года во Франции. В межсезонье она проживает со своим партнером в Вашингтоне.